# Кид Рок
Робърт Джеймс Ричи (на английски: Robert James Ritchie), по-известен като Кид Рок (Kid Rock), е американски рап изпълнител и рок музикант.

## Ранна възраст
Робърт Джеймс Ричи живеел в Ромео, Мичиган. Баща му, заможен търговец на коли, често не се съгласявал с начина на живот на Ричи. След инцидент с косачка, в който брат му губи единия си крак, бащата прехвърля отговорността за къщата и брат му в ръцете на младия Робърт (разкрито в песента „My Oedipus Complex“ („Моят едипов комплекс“). Това довело до нарастване на напрежението между двамата.
В крайна сметка Ричи напуснал дома си и се преместил да живее на строителните обекти в Маунт Клемънс, Мичигън, където вземал своите първи плочи на подземните партита, надявайки се, че ще има шанс да ги пусне. Бо Уиздъм от Groove Time Production му дали шанс на участие. Ентусиазмът на групата за младия диджей накарал Уиздъм да му сложи нов прякор, след като видял „това зашеметяващо хлапе (Kid Rock)“.
След като работил с Groove Time Productions и Beastcrew и записал няколко песни, на сравнително ранната възраст от 17 години той получава предложение от Jive Records. Въпреки желанията на родителите си, той подписва договора и по-късно става част от „Турне направо от подземието“, включващо някои от звездите в рапа като Ice Cube, Too $hort, D-Nice, and Yo-Yo.
През 1990 г. излиза албумът „Grits Sandwiches For Breakfast“ (Овесени сандвичи за закуска). Първият сингъл в него, „Yo Da Lin In The Valley“, е силно игнориран от радиото, защото бил обвързан с кунилингуса. Централният Мичигънски Университет бил по-късно глобен с 23 700 щатски долара за излъчването му от Федерална Далекосъобщителна Комисия.
Успехът и последвалото публично осмиване на Vanilla Ice раздразнили Jive и в крайна сметка те зачеркнали Рок от списъка си. По-късно той работил за малката звукозаписна компания Континуум, където през 1993 г. записва „The Polyfuze Method“. Албумът има известен успех в Централния мичигънски университет, а първата песен е „Back From The Dead“, became a Top 20 Hot Rap Track. Втората, „U Don't Know Me“, се провалила, and и след песента „Fire It Up“, издадена през 1994 г., Континуум го изхвърлили от компанията. През 1993 г. той работел с Insane Clown Posse върху песента „Is That You?!“ от техния дебютен албум Carnival of Carnage.
Кид основал своя собствена звукозаписна компания, Топ Дог, и от юли 1994 до март 1995 г. всеки месец издавал касети, наречени „The Bootleg Series“. През 1995 г. започва работа като портиер във Whiterooms Studios, главно за да може да си плаща студийната такса. В процеса той издал местната класика „Early Mornin' Stoned Pimp“, от която продал 100 000 копия от своето собствено мазе. Този успех го докарал до нова голяма сделка със звукозаписна компания.
На 30 март 1997 г. той изпълнил специален показен концерт с цел да привлече вниманието на големите звукозаписни компании. Единствената, която се явила, била Atlantic Records. След изпълнението звукозаписните представители казали, че много го харесват, но изявили опасения относно качеството на материала. Кид Рок се върнал в студиото и издал две допълнителни песни „I Got One For Ya“ и „Somebody's Gotta Feel This“, които окончателно уредили звукозаписната сделка (за 100 000 щатски долара).

## Основен успех
През 1997 г. Кид Рок добавя Джейсън Краус и Стефани Юлинбърг в групата си, присъединявайки се към Кени Ослън, Джими Боунс, Ънкъл Кракър, Майк Бракфорд и Джо Си. През август 1998 г. той издал Devil Without a Cause след песента „Welcome 2 The Party“ и отива на Vans Warped Tour.
„Welcome 2 The Party“ бил игнориран от публиката и „Devil“ бил забравен за около 8 месеца. Случайна среща в нюйоркски нощен клуб с видеоводещия от МТВ Карсън Дейли довела до появата на клипа „I Am The Bullgod“ по МТВ и с подкрепата на Карсън тя станала добър хит.
След две забележителни изпълнения по предаванията на МТВ Fashionably Loud и Wanna B A VJ Кид вкарал и песента „Bawitdaba“ във възобновените интерес и продажби. He performed with Аеросмит and Рън ДиЕмСи at MTV's 1999 Наградите на МТВ, as well as at Woodstock 1999 and the Награди Грами. Той изкарал още три песни от албума си: „Cowboy“, „Only God Knows Why“ и „Wasting Time“. В крайна сметка от Devil Without A Cause щели да бъдат купени 11 000 000 копия.
През 2000 г, след като придобил правата върху по-ранните си проекти, Кид Рок издава The History Of Rock, колекция от преработени или презаписани песни. Единствената нова песен била „American Bad Ass“ – преработка на песента на Металика „Sad But True“ и по-късно използвано от Гробаря като встъпителна песен в Световната федерация по борба. По-късно същата година той се присъединил към рок групата Фиш, за да изпълни няколко песни на канцерт в Лас Вегас. В края на 2000 г. Джо Си умира от celiac disease.
През 2001 г. Кид Рок издава Cocky, който бил отбелязан като официалното продължение на Devil Without a Cause. Въпреки че включвал само ниви песни, албумът не постигна същия успех, главно заради лошия рап метъл и отказа на феновете да приемат включването на кънтри музика в много от песните. Но издаването на Picture, дует с Шерил Крау, повлиян от кънтри музиката, представила Рок пред нова публика и в края на краищата станала най-успешната песен от албума. Рок бил одобрен като кънтри певец след изпълнения as his performance of „Luckenbach, Texas“ в посветения на Уейлън Дженингс албум I've Always Been Crazy и появата му в предаването по Телевизия кънтри музика Crossroads заедно с Ханк Уилямс младши.
През 2003 г. Кид Рок се завръща с албум, кръстен на негово име, който е дори по-силно обвързан с кънтри музиката, въпреки че първата песен била преработка на песента на Бад Къмпъни „Feel Like Makin' Love“.
На 14 декември 2003 г. VH-1 излъчва Коледа по VH-1 с Кид Рок. Рок изпълнява някои от старите си хитове заедно с няколко нови парчета и заедно с Ханк Уилям младши, Шуутър Дженингс и Джеси Джеймс приготвят вечеря за Деня на благодарността за Дре Дмато, Лий Ан Раймс и родителите на Кид. През 2004 г. той издава още един кънтри хит – „Single Father“.
Кид Рок има кратки участия в клиповете на песните „Redneck Woman“ и „All Jacked Up“ от Гретчън Уилсън.
На 28 февруари 2006 г. Кид Рок издава първия си албум на живо Live Trucker, включващ изпълнения от представленията му в Кларкстън (на 1 септември 2000 г. и от 26 август до 28 август 2004 г.) и Зала Кобо в Детройт (26 март 2004 г.). Албумът съдържа последните две изпълнения от Джо Си на песента „Devil Without A Cause“ и „Early Mornin' Stoned Pimp“, също така и дуета с Гретчън Уилсън в песента „Picture“. Други забележителни елементи от албума са „Only God Knows Why“, преработената версия на „Somebody's Gotta Feel This“, „Fist Of Rage“ и траш метъл запис на песента на Лед Зепелин „Whole Lotta Love“.

## Настояще
Талантът на Кид Рок може да бъде показан с факта, че в албумите си той участва не само като вокал, а също така с това, че свири на китари (акустични и електрическа), бас, ударни, mixing, мелотрон, синтезатор, съпровождащи вокали, slide guitar, скретчинг, програмиране, продуцент и дори банджо. Той е известен със своя неуморен характер на и зад сцената. Музиката на Кид Рок се променя и развива значително с времето, което довежда до загубата на милиони феновете и спечелването на още толкова.
Кид Рок и Туистед Браун Тръкър издават ДВД на изпълнението им в Двореца на Аубърн Хилс от 12 и 13 май 2006 г.
Кид Рок прави студиен албум, издаден в началото на 2007 г. В интервю по Real Detroit Weekly Рок заявява, че се опитва да създаде „безсмъртна рокендрол песен“, следователно в нея няма да има рап или кънтри. Рок споделя още, че записът е продуциран от Рък Рубин and will feature the, вокалиста на групата Дж. Гейлс Бенд – Питър Уолф.
Кид Рок се появява в епизод 'Всякакъв достъп' от сериала ЦРУ: Ню Йорк, като вътре играе самия себе си, излъчен на 26 април 2006 г. В епизода, Кид Рок бива разпитван от следователите, понеже той е последния човек, който е видял шофьора на лимузината си жив.

## Twisted Brown Trucker
Twisted Brown Trucker била групата на Боб Ричи, която той сформирал през 1994 г., заедно с Боб Ебелинг в Стерлинг Хейтс, Мичигън.

### Настоящ състав
- Кени Тъдрик (соло китара)
- Джейсън Краус (метална китара, акустична китара)
- Jimmie Bones (синтезатор, орган, пиано, клавинет, Вурлицер, хармоника, дръмбой)
- Стефани Еулинбърг (барабани, вокал)
- Аарон Джулисън (бас, вокал)
- Парадайм (плочи, вокал)
- Карен Нюман, Лоурън Криймър, Торнета Дейвис, Мисти Лов (вокали)

### Бивши членове
- Ънкъл Кракър (плочи 1990 – 2000)
- Боб Ебелинг (барабани 1993 – 1997)
- Кени Олсън (соло китара 1994 – 2005)
- Джо Си (вокал-починал през 2000 година)
- Майк Брадфорд (бас китара 1999 – 2001)
- Лони Моксли (бас китара 1995 – 1997)
- Боби Ийст (соло китара, бас китара, slide guitar 2001 – 2005)
- Крис Лейброукс (барабани 1997)
- Смит Къри (метална китара, добро китара 2005)

## Личен живот
Кид Рок има син, Робърт Джеймс Ричи младши, роден на 14 юни 1993 г. Майка му е Кели Саут Ръсел, автомобилен работник от Детройт. В края на 2001 г. Кид Рок започва да излиза със световноизвестната актриса и модел Памела Андерсън. През април 2002 г. те обявяват своя годеж, но в края на 2003 г. Кид Рок и Андерсън се разделят. Но на 18 юли 2006 г. Памела Андерсън обявява, че отново са се сгодили. Двойката се жени в Сан Тропе на 29 юли 2006 г.
Кид Рок е известен с откритите си политически убеждения. Той е подкрепян от бившия президент на САЩ Джордж Уокър Буш. Имало планове Кид Рок да изпълни младежки концерт в деня на встъпването на Джордж Буш като президент, но богохулството и сексуалните намеци в текстовете накарали хората от кампанията на Буш да премислят. Текстоевте на Рок в „Pimp of the Nation“, в които се споменава „да се направи проститутка Барбара Буш“, независимо дали майката или дъщерята, също повлияли като разубеждение.
През февруари 2005 г. Кид Рок е арестуван и обвинен в дребно престъпление след сбиване с диджей в стриптийз клуб в Насвил, Тенеси.
Калифорнийската порнографска компания Red Light District твърди, че се е сдобила с видео касета от 1999 г., на която Кид Рок и представителят на групата Грийд Скот Стап, участват в полов акт с четири почитателки. Те планирали да издадат касетата през 2006 г. Адвокатите на Кид Рок и Скот Стап успяват да спечелят временна съдебна заповед, според която видеото не може да бъде разпространявано по Интернет, опитвайки се да направят тази заповед постоянна, така че касетата никога да не види бял свят.

## Дискография

### Студийни албуми
| Дата на издаване | Заглавие на албума             | най-високо място в класациите |
| ---------------- | ------------------------------ | ----------------------------- |
| 11 ноември 2003  | Kid Rock                       | 8                             |
| 20 ноември 2001  | Cocky                          | 3                             |
| 30 май 2000      | The History of Rock            | 3                             |
| 18 август 1998   | Devil Without a Cause          | 4                             |
| 9 януари 1996    | Early Mornin' Stoned Pimp      |                               |
| 23 март 1993     | The Polyfuze Method            |                               |
| 11 декември 1990 | Grits Sandwiches for Breakfast |                               |

### Концертни албуми
| Дата на издаване | Заглавие на албума | Най-високо място в класациите |
| ---------------- | ------------------ | ----------------------------- |
| 28 февруари 2006 | Live Trucker       | 12                            |

### Самостоятелни песни
| Година | Песен                                         | US Hot 100 | U.S. Mainstream Rock | US Modern Rock | Hot Country Singles & Tracks | Adult Contemporary | Албум                 |
| ------ | --------------------------------------------- | ---------- | -------------------- | -------------- | ---------------------------- | ------------------ | --------------------- |
| 2004   | „I Am“                                        |            | 28                   |                |                              |                    | Kid Rock              |
| 2004   | „Jackson, Mississippi“                        |            | 14                   |                |                              |                    | Kid Rock              |
| 2003   | „Single Father“                               |            | 33                   |                |                              |                    | Kid Rock              |
| 2003   | „Picture“                                     | 4          |                      |                | 21                           | 17                 | Cocky                 |
| 2002   | „Lonely Road of Faith“                        |            | 15                   |                |                              |                    | Cocky                 |
| 2002   | „You Never Met a Mother Fucker Quite Like Me“ |            | 32                   |                |                              |                    | Cocky                 |
| 2001   | „Forever“                                     |            | 18                   | 21             |                              |                    | Cocky                 |
| 2000   | „American Bad Ass“                            |            | 20                   | 33             |                              |                    | The History of Rock   |
| 2000   | „Only God Knows Why“                          | 19         | 5                    | 13             |                              |                    | Devil Without a Cause |
| 2000   | „Wasting Time“                                |            | 35                   |                |                              |                    | Devil Without a Cause |
| 2000   | „Bawitdaba“                                   |            | 11                   | 10             |                              |                    | Devil Without a Cause |
| 1999   | „Cowboy“                                      | 82         | 10                   | 5              |                              |                    | Devil Without a Cause |
| 1999   | „I Am The Bullgod“                            |            | 31                   |                |                              |                    | Devil Without a Cause |

### Дуги издадени произведения
- Fire It Up! (EP, 1 януари 1994)
- The Polyfuze Method Revisited (30 май 1997)

### Други самостоятелни песни
- Heaven, с участието на Ънкъл Кракър, Парадайм
- Naked Women And Beer, с участието на Ханк Уилямс младши
- New Skin, с участието на Method Of Mayhem
- The F-Word, с участието на Ханк Уилямс младши
- Gimmie Back My Bullets, с участието на Линирд Скинирд
- Saturday Night's Alright For Fighting, с участието на Nickleback
- Luckenbach, Texas, с участието на Кени Чесни

### Други участия
- 1989 Doc Rounce Cee „And The Groove Time Posse“ (скречове)
- 1990 Double E MC Twinns „Sex On The Brain“ (продуцент, изпълнител)
- 1991 „Yo Da Lin In The Valley“ 12" vinyl
- 1991 „X Rated Raps“ (изпълнител)
- 1991 Beastcrew's Chapter 1 album (изпълнител)
- 1992 ICP's Carnival Of Carnage (изпълнител)
- 1992 „Back From The Dead“ песен
- 1993 „U Don't Know Me“ песен
- 1994 – 1995 Bootleg Series Demo Tapes (касета)
- 1994 Harm's Way „Cut Corners (EP)“ (продуцент, изпълнител)
- 1994 Harm's Way „Chiato Diablo“ (продуцент, изпълнител)
- 1996 „Detroit Rust City Soundtrack“ (изпълнител)
- 1998 The Howling Diablos' Its My Party EP (изпълнител)
- 1999 Eminem's Slim Shady LP (скречове на „Just Don't Give A F-ck“)
- 1999 „Deep Porn Soundtrack“ (изпълнител)
- 2000 Maximum Kid Rock
- 2000 Devil Knows My Name DVD
- 2000 Star Profile
- 2000 "Motorcity Motormouth DVD
- 2000 Uncle Kracker's Double Wide (продуцент, изпълнител)
- 2000 The Crow: Salvation soundtrack (изпълнител)
- 2000 Run DMC's Crown Royal (изпълнител)
- 2000 Methods Of Mayhem self-titled (изпълнител)
- 2000 South Park: Bigger, Longer & Uncut soundtrack (изпълнител)
- 2000 Hank Williams Jr's Stormy (изпълнител)
- 2000 A Tribute To Kid Rock
- 2000 Robert Bradley's Black Water Surprise (изпълнител, продуцент)
- 2000 Sun Records Recording (изпълнител)
- 2000 Any Given Sunday soundtrack (изпълнител)
- 2000 Murder 1's American Junkie (изпълнител)
- 2000 „WWF Vol 4“ (Chris Jericho Theme Song)
- 2000 The Simpsons: Kill The Alligator And Run (гост озвучител)
- 2001 Osmosis Jones soundtrack (изпълнител)
- 2001 Road Trip soundtrack (изпълнител)
- 2002 Uncle Kracker's No Stranger To Shame (продуцент)
- 2002 „WWF Forceable Entry“ (Legs-Stacy Kiebler)
- 2003 A Tribute To Weylon Jennings (изпълнител)
- 2003 Charlie's Angels soundtrack (изпълнител)
- 2003 Lynyrd Skynyrd's Vicious Cycle (изпълнител)
- 2004 Uncle Kracker's 72 And Sunny (продуцент)
- 2004 Willie Nelson's Angels And Outlaws DVD (изпълнител)
- 2005 Sheryl Crow's Best Of (изпълнител)
- 2005 Allison Moorer's Show (изпълнител)
- 2005 R. L. Burnside's A Bothered Mind (изпълнител, продуцент)
- 2005 Kenny Wayne Sheppard's A Place You're In (изпълнител)
- 2005 A Tribute To Kid Rock And His Roots
- 2005 Paradime's 11 Steps Down (изпълнител)
- 2005 Gretchen Wilson's „All Jacked Up Target Exclusive CD“(Other Side Of Me)
- 2005 Troy Olsen „N/A“ (performer)
- 2006 DMC's Checks, Thugs And Rock N Roll (продуцент, изпълнител)
- 2006 Bob Seger Face The Promise (изпълнител на 12 септември 2006)
- 2006 Jerry Lee Lewis Last Man Standing (изпълнител на 26 септември 2006)